# Aframomum polyanthum
Aframomum polyanthum är en enhjärtbladig växtart som först beskrevs av Karl Moritz Schumann, och fick sitt nu gällande namn av Karl Moritz Schumann. Aframomum polyanthum ingår i släktet Aframomum och familjen Zingiberaceae. Inga underarter finns listade i Catalogue of Life.